# Баріто
Барі́то — річка на півдні острова Калімантан в Індонезії. Завдовжки 880 км, площа басейну близько 100 тисяч км². Бере початок на південних схилах хребта Мюллер, впадає в Яванське море.
У верхній течії — пороги і водоспади; нижче тече по сильно заболоченій рівнині. Перед впаданням в море протоками з'єднана з іншими річками і утворює дельту. Повноводна цілий рік. Судноплавна в нижній і середній течії. В дельті — морський порт Банджармасін.

## Гідрографія

Баріто на мапі (Північ праворуч)

Завдовжки близько 900 км, завглибшки до 8 метрів. В нижній течії завширшки 650—800 метрів, в районі гирла до 1 км. Площа басейну близько 100000 км². Витрата води схильна до значних сезонних коливань — річка найбільш багатоводна в квітні і листопаді, коли випадає максимальна кількість опадів і значні прибережні території затоплюються паводковими водами. Періодично повені на Баріто набувають характеру масштабних стихійних лих, приводячи до руйнувань прибережних населених пунктів і евакуації місцевого населення.
Витоки розташовані в центрі острова Калімантан на південних схилах гірського хребта Мюллер (індонез. Pegunungan Muller). У верхній течії річка протікає вузькими долинами між гірських схилів, вкрай звивиста, місцями порожиста, є водоспади. В середній і нижній течії протікає переважно по рівнинній, зазвичай значно заболоченій, місцевості. У нижній течії на річці є досить багато островів, у тому числі досить великих.
У найнижчій течії з'єднується численними протоками з кількома іншими річками, що протікають в цьому районі практично паралельно до неї (Кахаян, Мартапура та ін.) і фактично утворює з ними при впадінні в Яванське море вельми розгалужену загальну дельту. Лівий рукав Баріто протікає безпосередньо в межах міста Банджармасін — адміністративного центру провінції Південний Калімантан.
Найбільші притоки — Капуас, який впадає праворуч в межах міста Куала-Капуас приблизно за 50 км від гирла Баріто, і Мартапура, що впадає в лівий рукав Баріто в північних передмістях Банджармасіна. Загалом у басейні Баріто протікає 183 річки.

## Транспортне і господарське значення

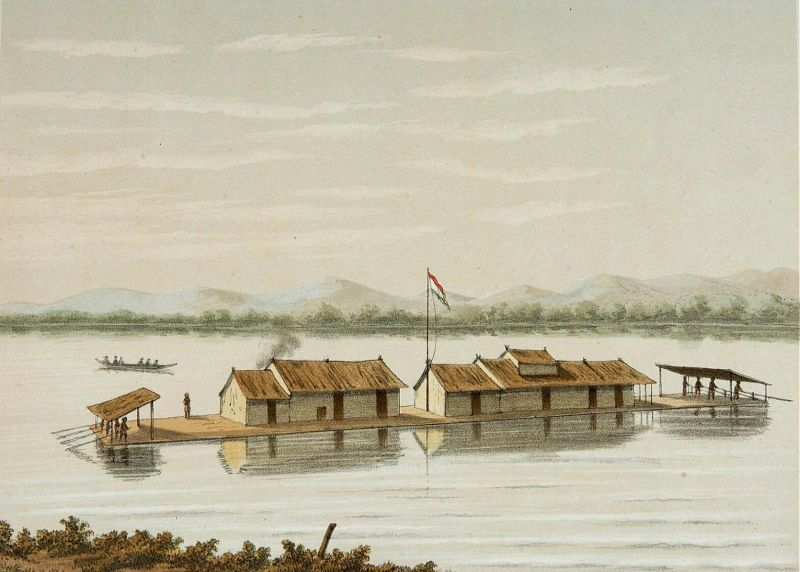
Пліт із житловими будинками на Баріто. Нідерландська літографія 1880-х років

Баріто — одна з найважливіших воднотранспортних артерій Калімантану, що зв'язує центральні райони острова з його південним узбережжям. Активне господарське використання річки, що почалося ще в період нідерландської колонізації Індонезії, обумовлене досить високим ступенем економічної освоєності прибережних районів. Зокрема, на значній частині течії Баріто протікає в безпосередній близькості до одного з найбільших в Індонезії родовищ кам'яного вугілля. На її берегах розташовані населені пункти, зокрема, Пурукчау, Муаратеве, Пенданг, Бунтон, Куала-Капуас, в дельті лежить Банджармасін — найбільше місто і порт Калімантану.
Від кінця XX століття в результаті активної господарської діяльності на берегах річки помітне зростання екологічних проблем, насамперед, збільшення обсягів забруднення води Баріто промисловими відходами. Крім того, інтенсивне використання води Баріто для іригаційних потреб призводить до її поступового обміління на багатьох ділянках.
Ширина і глибина річки в нижній течії забезпечує можливості для активного вантажного і пасажирського судноплавства впродовж усього року. Водночас, в середній течії інтенсивність навігації залежить від сезонних розливів річки. Наприклад, у посушливі періоди на багатьох ділянках відкриваються мілини і пороги, що перешкоджають проходженню судів. Це нерідко призводить до перебоїв у поставках вантажів, зокрема, вугілля.

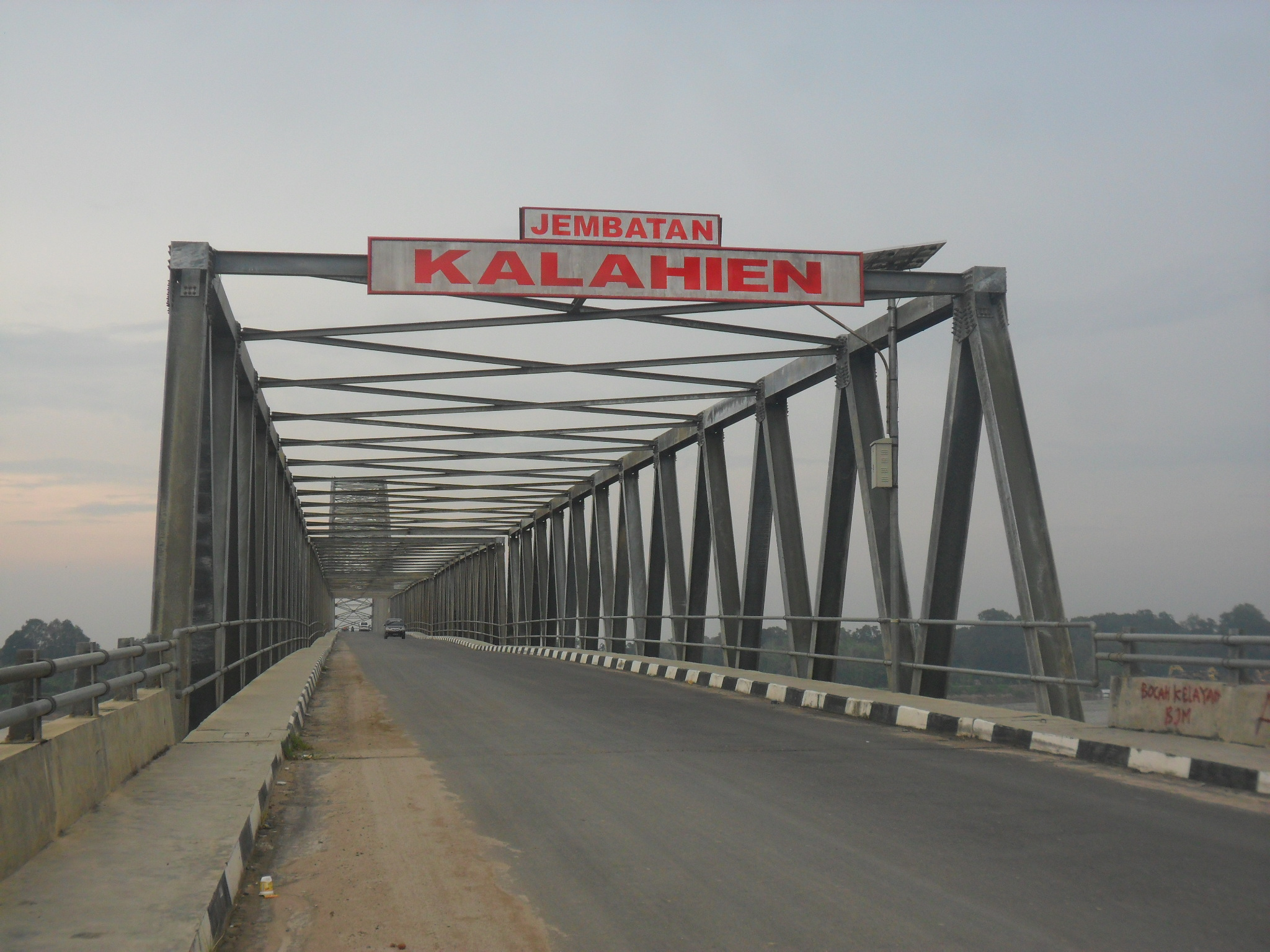
620-метровий міст через Баріто в провінції Центральний Калімантан

Зоною особливо жвавого судноплавства є гирло річки, зокрема, в межах Банджармасіна. Крім великих вантажних і пасажирських суден тут постійно курсує велика кількість дрібних суден і човнів, що перебувають у приватному користуванні. Історично характерною рисою деяких ділянок річки є плавучі базари — торгові точки, розміщені на плотах і понтонах, які іноді досягають досить значних розмірів.
Береги Баріто практично вздовж усієї течії є зоною масштабних лісозаготівель, що зумовлює постійну активність лісосплаву. Координацію лісогосподарської діяльності на прилеглих до річки територіях здійснює заснована міністерством лісового господарства Індонезії Рада з управління районом течії Баріто (індонез. Balai Pengelolaan Daerah Aliran Sungai Barito), в обов'язки якої, крім іншого, входить моніторинг екологічного стану річки.
Рибальство на річці широко практикується місцевим населенням, однак промислового значення не має.
У різних місцях через Баріто наведені кілька мостів. Найбільше транспортне значення має так званий «Міст Баріто» (індонез. Jembatan Barito), розташований на північ від Банджармасіна, який, маючи довжину 1082 метри, є найдовшим річковим мостом Індонезії. Його відкрито 1997 року. У березні 2010 року влада провінції Південний Калімантан оголосила про плани будівництва «Моста Баріто — 2», який повинен перевершити «Міст Баріто» за пропускною здатністю.